# National Football League Players Association
La National Football League Players Association (NFLPA) è il sindacato statunitense che rappresenta i giocatori della National Football League (NFL). Fondata nel 1956, l'associazione ha la sede centrale a Washington, e dal 2020 è guidata dal presidente J.C. Tretter, e dal 2023 Lloyd Howell è il direttore esecutivo.
La NFLPA è il secondo sindacato più antico dei quattro principali campionati sportivi professionistici nordamericani ed è stato istituito per fornire ai giocatori una rappresentanza formale per negoziare i compensi e i termini di un contratto collettivo di lavoro (Collective Bargaining Agreement - CBA). La NFLPA è membro dell'AFL-CIO, la più grande federazione di sindacati degli Stati Uniti.
All'inizio della NFL le trattative contrattuali avvenivano tra i singoli giocatori, i loro agenti e i proprietari delle squadre, con quest'ultimi riluttanti ad impegnarsi in una contrattazione collettiva. Dopo la sua creazione la NFLPA ha promosso una serie di scioperi e serrate, in larga parte per controversie monetarie e previdenziali tra giocatori e proprietari delle franchigie o per contrastare, anche con azioni giudiziarie, le regole che punivano giocatori che passavano ad altre leghe professionistiche. Il successo delle cause legali intentate dalle NFLPA contro queste situazioni spinse i proprietari delle squadre a negoziare alcune regole e definire dei pagamenti minimi con la NFLPA che fu però ufficialmente riconosciuta dalla NFL solo nel 1968 quando fu firmato il primo contratto collettivo. Il più recente CBA risale al 2020 e sarà valido fino al 2030.
Oltre a condurre le trattative sindacali con la NFL, la NFLPA rappresenta e tutela i diritti di singoli giocatori, ad esempio presentando reclami contro azioni disciplinari ritenute troppo severe, negozia e monitora le prestazioni pensionistiche e assicurative, controlla il rispetto dei termini del contratto collettivo, valorizza e difende l'immagine dei giocatori e della loro professione.

## Storia

### Inizi della NFL
Con la nascita della National Football League nel 1920 le prime squadre erano spesso formate in modo casuale e avevano poco pubblico a seguire le gare, dovendo quindi affrontare difficoltà economiche che si riflettevano anche negli scarsi compensi ai giocatori. Negli anni a seguire la lega si espanse, crebbe il suo seguito e cominciò ad avere introiti importanti, ma i benefici per i giocatori furono pochi se non nulli, non avendo garanzie contrattuali né rappresentanza formale. Vari episodi testimoniano come in quel periodo i giocatori non avessero potere contrattuale verso i proprietari e i dirigenti delle squadre: ad esempio nel 1943 Roy Zimmerman si rifiutò di giocare una partita di esibizione senza compenso, venendo subito dopo scambiato dai Washington Redskins con i Philadelphia Eagles. Oppure nel 1946 i proprietari istituirono una regola che proibiva ad un giocatore di giocare per cinque anni nella lega se l'avesse lasciata per la nascente All-American Football Conference.

### 1956: nascita della NFLPA e prime lotte
In quegli anni vari giocatori si trovarono quindi soggetti a tali situaziono, potendo solo nel caso tentare le vie legali a proprie spese per tutelarsi, finché nel 1956 su iniziativa di alcuni giocatori, tra i quali Dante Lavelli, Don Shula, Joe Schmidt, Frank Gifford e Norm Van Brocklin, nacque la NFLPA guidata dall'avvocato Creighton Miller.
In questo primo periodo di attività la NFLPA, a cui aderirono giocatori di 11 delle 12 squadre allora facenti parte della NFL, da un lato avanzò rischieste alla lega di introdurre vari benefici ai giocatori, come l'introduzione di un minimo salariale di 5 000 dollari o che uniformi ed equipaggiamento fossero a totale carico delle squadra, e dall'altro promosse cause legale antitrust contro il monopolio della NFL, riuscendo ad ottenere che la lega nel 1959 introducesse un piano pensionistico e una copertura assicurativa medica e sulla vita.

### 1968: il primo CBA
La nascita dell'American Football League (AFL) nel 1960 e la sua espansione negli anni a seguire fu vista positivamente dalla NFLPA in quanto incrementava la concorrenza e quindi permetteva di ottenere migliori condizioni per i giocatori. Di conseguenza il sindacato fu assai contrario al progetto di fusione AFL-NFL che avrebbe riportato ad una condizione monopolista di un'unica lega dominante. Inoltre nacque la controparte del sindacato per la AFL, chiamato AFLPA. Nell'estante 1968 la NFLPA votó per un'azione di sciopero con i proprietari che risposero con un blocco di una settimana delle attività delle squadre, finché si giunse al primo contratto collettivo (CBA) firmato il 14 luglio 1968. Questo primo accordo includeva un salario minimo di 9 000 dollari per i rookie e 10 000 dollari per i veterani, una paga di 50 dollari per ogni partita di esibizione, un'età di pensionamento a 65 anni e un contributo di 1,5 milioni di dollari da parte dei proprietari delle squadre al fondo pensione dei giocatori. Di per se fu un accordo al ribasso rispetto alle richieste avanzate dalla NFLPA dovuto alla divisione tra i giocatori, e dei relativi sindacati, della NFL e quelli della AFL.

### Anni 1970: sindacato unitario
Nel 1970, con l'effettiva fusione tra le due leghe professionistiche, la AFLPA confluì nella NFLPA che divenne ufficialmente il sindacato dell'intera categoria, cominciando la prima trattativa per il rinnovo contrattuale. Dopo una breve serrata delle attività decisa dai proprietari e uno sciopero di due giorni dei giocatori, di fronte al pericolo di dover cancellare la stagione si giunse ad un rinnovo del CBA per quattro anni. Il nuovo contratto prevedeva l'aumento dei salari minini (12 500 dollari per i rookie e 13 000 dollari per i veterani), la possibilità per i giocatori di contrattare tramite i propri agenti con le squadre, e di far giudicare le lamentele sugli infortuni da un arbitrato neutrale. A seguire questo nuovo CBA però molti rappresentanti dei giocatori furono svincolati dalle rispettive squadre. Nel 1974, dovendo ricontrattare l'accordo, la NFLPA promosse un nuovo sciopero senza però riuscire ad ottenere un nuovo contratto che fu poi raggiunto solo nel 1977, dopo anni di battaglie legali, ed in cui fu espanso il sistema di free agency.

### Anni 1980: la lotta per la free agency
Il 21 settembre 1982 i giocatori iniziarono uno sciopero che durò 57 giorni, il più lungo nella storia della NFL, dopo che la lega aveva rifiutato di condividere il 55% degli introiti, con i proprietari delle squadre che volevano mantenerli tutti per loro. Un nuovo CBA fu firmato il 5 dicembre 1982: i proprietari pagarono 60 milioni di dollari per risarcire i giocatori per il fermo dovuto allo sciopero, fu riconosciuta un'indennità di fine rapporto, gli agenti dei giocatori dovevano essere certificati dal sindacato, la NFLPA avrebbe ricevuto copia di tutti i contratti in modo da tutelare i giocatori. 
Dal 1986 si aprì lo scontro sulla free agency ritenuta dai giocatori troppo limitante per come strutturata. Dopo uno sciopero nel 1987 e varie azioni legali, nel 1989 fu adottato un sistema di free agency maggiormente garantista per i giocatori.

### Anni 1990
Diventata nel 1989 un'associazione professionale, nel 1993 la NFLPA ritornò allo stato di sindacato. Nello stesso anno si raggiunse l'accordo su un nuovo CBA in cui si adottava il sistema di free agency corrente che permette la mobilità dei giocatori una volta terminato un contratto con una squadra. A questo si aggiungeva l'incremento del 38% dei salari dei giocatori, l'innalzamento del salario minimo, la destinazione del 58% dei ricavi della lega ai giocatori, il pagamento da parte della lega di 195 milioni di dollari ai giocatori come risarcimento per le cause legali che avevano dovuto intentare per tutelarsi.

### Anni 2000 - presente
Il CBA firmato nel 1993 fu rinnovato per cinque volte, poi nel 2008 i proprietari scelsero di non rinnovarlo ulteriormente, portando che la stagione 2010, l'ultima coperta dal vecchio CBA, fu giocata senza le limitazioni del salary cap.

#### 2011: serrata e nuovo CBA
Nel marzo del 2011, dopo che lega e NFLPA non avevano raggiunto nessun accordo sul nuovo CBA, il commissario della NFL Roger Goodell annunciò un blocco delle attività delle squadre, con i giocatori che non avrebbero potuto utilizzare le strutture di allenamento dei team, farsi visitare dallo staff medico o parlare con gli allenatori. La NFLPA rispose decertificandosi da sindacato e facendo causa alla NFL, con tra i principali querelanti giocatori di primissimo piano come Tom Brady, Peyton Manning e Drew Brees. Dopo 132 giorni di blocco si trovò un accordo e la NFLPA si ricertificò come sindacato per cominciare le trattative per rinnovare il CBA. Il 4 agosto 2011 fu firmato il nuovo contratto, di durata decennale, che prevedeva tra l'altro aumenti dei salari minimi, salari garantiti per giocatori che avevano subito infortuni che mettevano fine alla loro carriera, riduzione dei giorni di allenamento in offseason e limitazione dei contatti fisici in allenamento durante la stagione al fine di ridurre gli infortuni.

#### 2012: il Bountygate
Dopo il così detto Bountygate, la NFLPA sostené la causa legale contro la lega avanzata da tre giocatori sospesi dopo le investigazioni sul caso, sostenendo che il commissario della NFL Roger Goodell avesse stabilito la pena per i giocatori prima dell'arbitrato imparziale previsto. Le sospensioni furono prima annullate temporaneamente da una commissione di appello e poi definitivamente tolte dall'ex commissario Paul Tagliabue chiamato a rivedere il caso.

#### 2014: nuove regole su droghe e sostanze dopanti
Nel 2014 la NFLPA si accordó con la lega per aggiornare le regole sull'uso di droghe e sostanze dopanti. Furono introdotti i test sull'uso dell'ormone della crescita (HGH) e ammorbidite le regole sulla guida in stato di ebbrezza e l'uso di marijuana. Un arbitrato terzo avrebbe giudicato i ricorsi. La NFL cominciò ad eseguire i test sui giocatori per verificare l'uso dell'HGH il mese successivo.

#### 2020: il nuovo CBA
Il 15 marzo 2020 fu firmato il CBA corrente, della durata di 11 anni, che prevede:
- Aumento al 48% della quota di compartecipazione dei giocatori alle entrate delle squadre
- Aumento del 20% degli stipendi minimi dei giocatori
- Espansione del roster da 46 a 48 giocatori nella giornata di gara
- Le squadre di allenamento portate, dal 2022, a 14 giocatori e il loro stipendio portato a 11 500 dollari
- Eliminazione delle sospensioni per positività ai test sulla marijuana
- Arbitrato neutrale per la maggior parte dei casi disciplinari
- Riduzione significativa degli importi delle multe comminate ai giocatori per falli commessi in campo

#### 2021: stagione di 17 partite
A partire dal 2021, la stagione regolare fu estesa a 17 gare, in accordo di quanto previsto dal CBA del 2020. Questo allungamento della stagione, richiesto da svariati anni dai proprietari ma sempre visto negativamente dai giocatori per il maggior rischio di infortunio in una stagione più lunga, fu accettato dalla NFLPA come contropartita agli aumenti salariali e alla maggior compartecipazione agli introiti della lega.

## Leader
Di seguito l'elenco dei direttori esecutivi e dei presidenti della NFLPA.

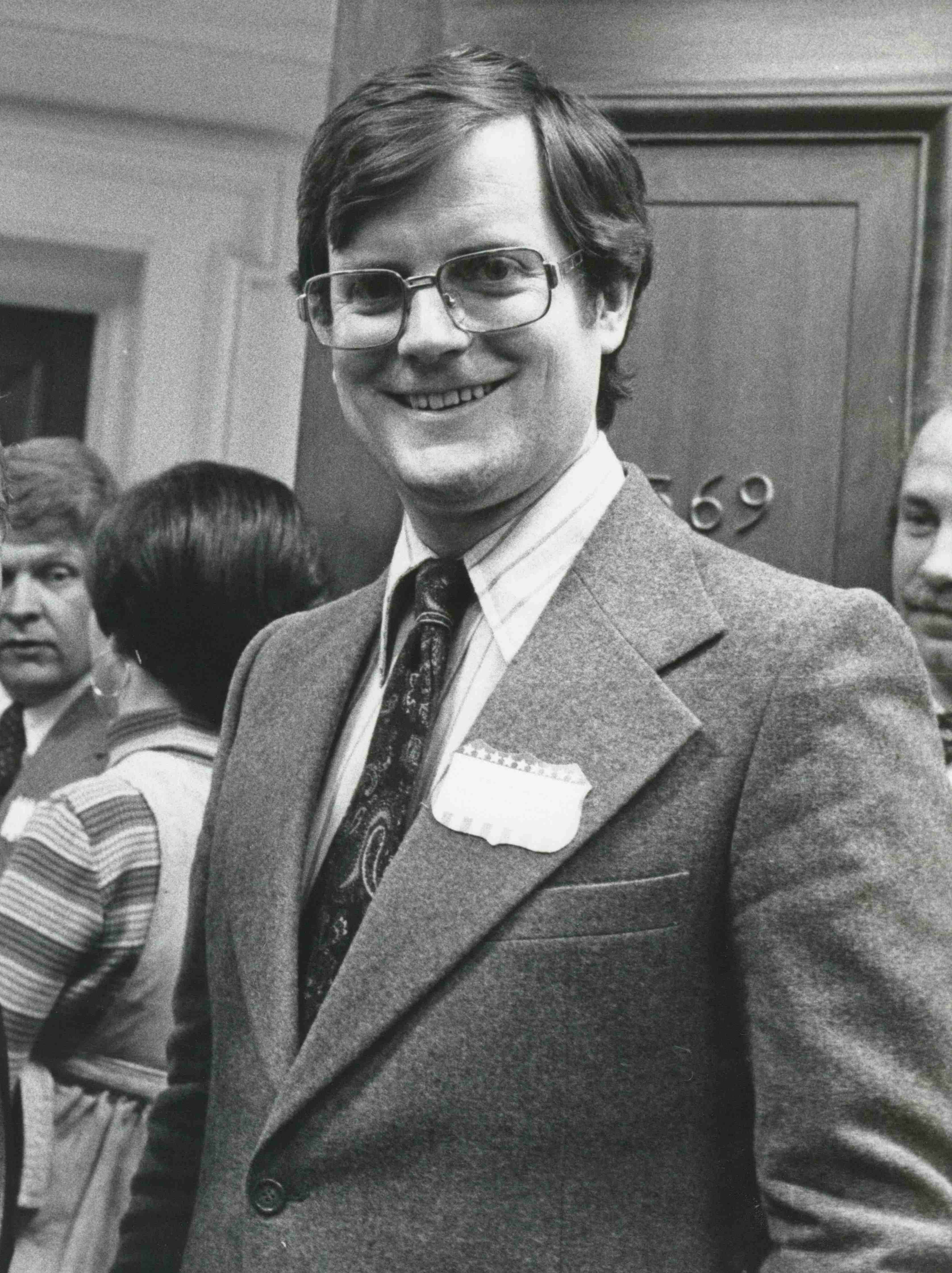
Ed Garvey direttore esecutivo dal 1971 al 1983

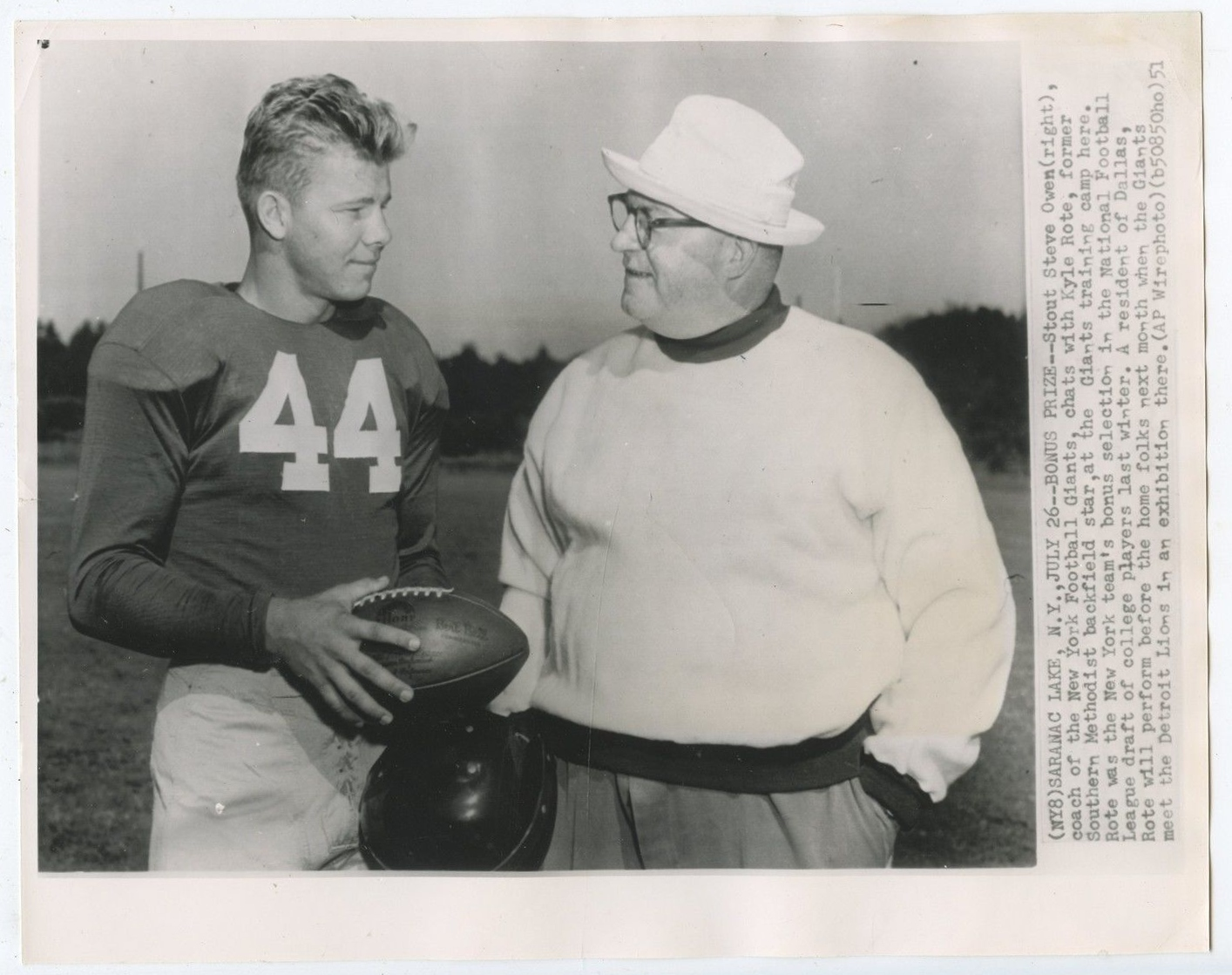
Kyle Rote primo presidente della NFLPA

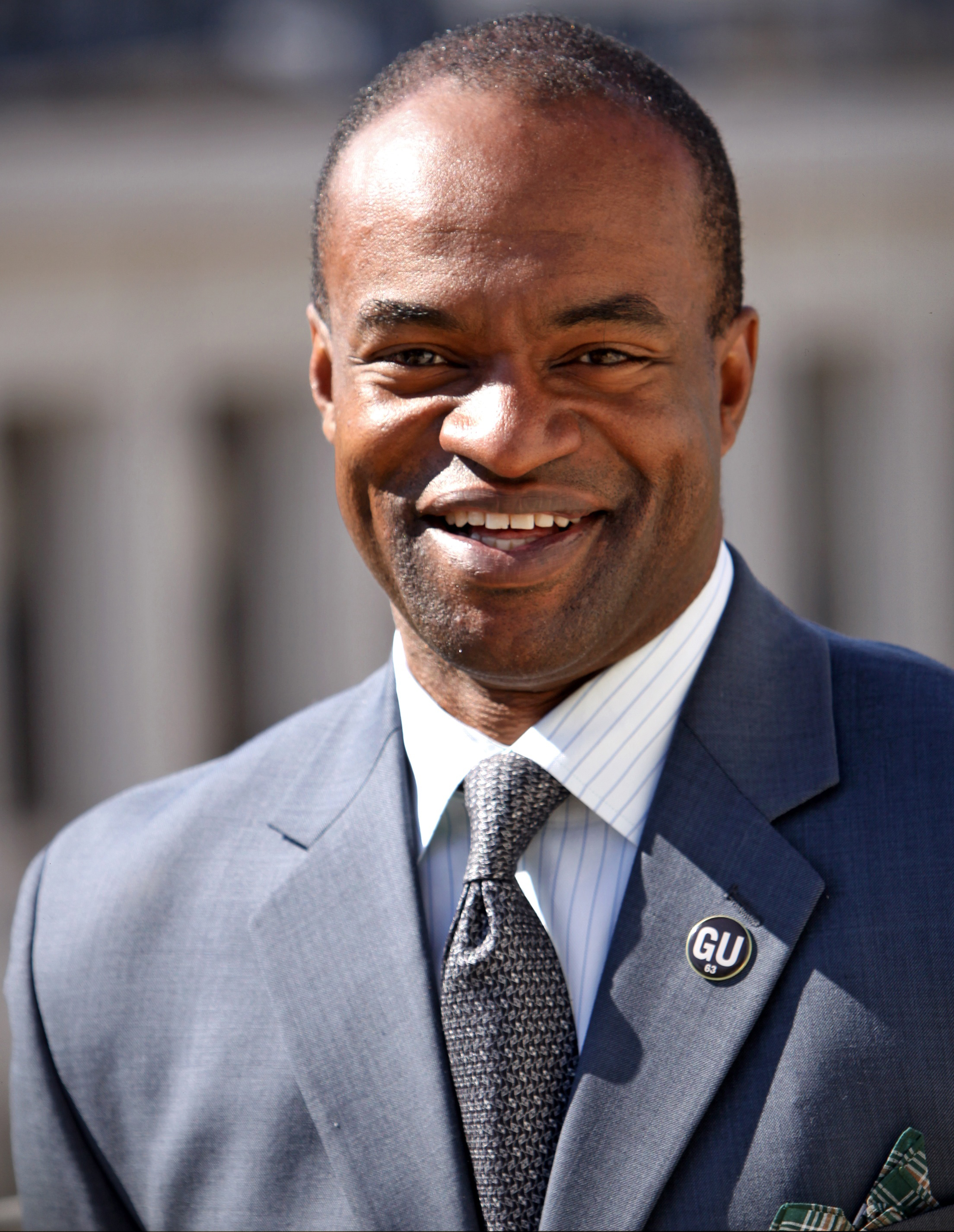
DeMaurice Smith direttore esecutivo della NFLPA dal 2009 al 2023

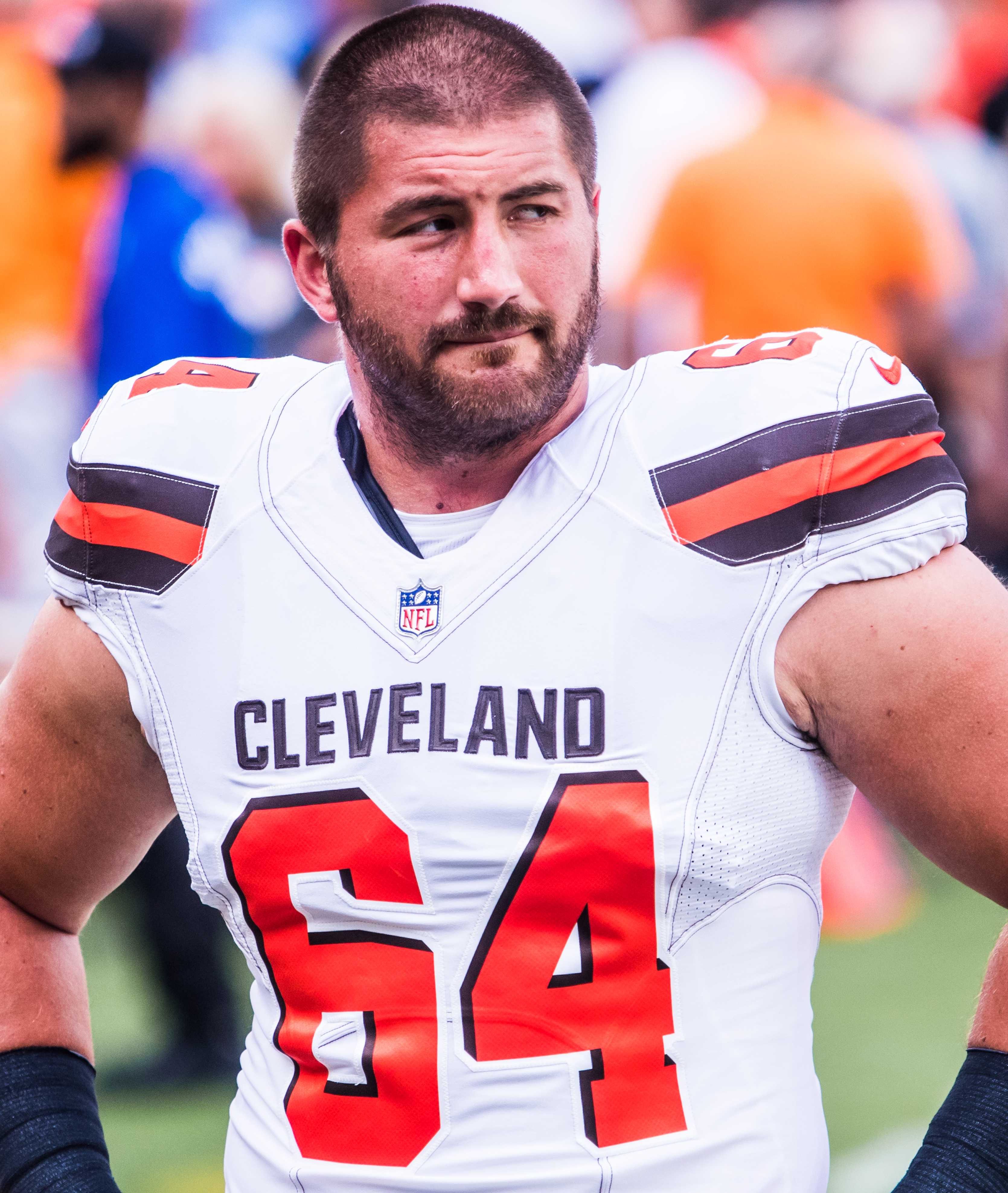
J.C. Tretter presidente della NFLPA dal 2020

| John Gordy          | 1969            |
| Malcolm Kennedy Jr. | 1970 – 1971     |
| Ed Garvey           | 1971 – 1983     |
| Gene Upshaw         | 1983 – 2008     |
| Richard Berthelsen  | 2008 – 2009     |
| DeMaurice Smith     | 2009 – 2023     |
| Lloyd Howell        | 2023 – presente |

| Kyle Rote                    | 1956 – 1957     |
| Bill Howton                  | 1958 – 1961     |
| Pete Retzlaff                | 1962 – 1963     |
| Ordell Braase                | 1963 – 1966     |
| Mike Pyle                    | 1967            |
| John Gordy                   | 1968 – 1969     |
| John Mackey                  | 1970            |
| AFLPA                        |                 |
| Tom Addison                  | 1964 – 1965     |
| Jack Kemp                    | 1966 – 1970     |
| NFLPA (post fusione AFL-NFL) |                 |
| John Mackey                  | 1970 – 1973     |
| Bill Curry                   | 1973 – 1975     |
| Kermit Alexander             | 1975 – 1976     |
| Dick Anderson                | 1976 – 1977     |
| Len Hauss                    | 1978 – 1980     |
| Gene Upshaw                  | 1980 – 1983     |
| Jeff Van Note                | 1983 - 1984     |
| Tom Condon                   | 1984 1986       |
| Marvin Powell                | 1986            |
| George Martin                | 1988 – 1989     |
| Mike Kenn                    | 1989 – 1996     |
| Trace Armstrong              | 1996 – 2004     |
| Troy Vincent                 | 2004 – 2008     |
| Kevin Mawae                  | 2008 – 2012     |
| Domonique Foxworth           | 2012 – 2014     |
| Eric Winston                 | 2014 – 2020     |
| J.C. Tretter                 | 2020 – presente |

## Premi
La NFLPA assegna annualmente vari riconoscimenti ai giocatori che si sono distinti dentro e fuori dal campo. 

### Alan Page Community Award
Premio assegnato al giocatore che più si è distinto nel supportare la comunità della sua città natale e/o della città che ospita la squadra in cui gioca.

### The Players' All-Pro Team
I migliori giocatori della stagione per ogni ruolo vengono votati dagli stessi giocatori attivi nella NFL.

## Critiche
La politica e le posizioni della NFLPA degli ultimi decenni hanno subito critiche e contestazioni, anche a volte da parte degli stessi giocatori: l'evoluzione degli sport professionistici e del relativo giro economico che gli gira attorno ha prodotto che oggigiorno i giocatori della NFL hanno guadagni esorbitanti e larghi benefici e le rivendicazioni sindacali sono quindi spesso viste non tanto come difesa di diritti ma quanto tentativi di aumentare ulteriormente i profitti di una categoria di lavoratori già ampiamente privilegiata.
Molti hanno sottolineato inoltre che ormai l'interesse primario del sindacato sia diventato quello di aumentare gli introiti sia dei giocatori ma anche propri, visione rafforzata anche dal fatto che la NFLPA si sia dotata a partire dagli anni 80 di un'apposita azienda controllata, la NFL Players Inc., che si occupa di commercializzare l'immagine dei giocatori tramite videogiochi, spot pubblicitari, carte da collezione e merchandise vario e che produce annualmente introiti per 1,4 miliardi di dollari.
Così come fu criticato l'ammorbidimento delle restrizioni sui giocatori in caso di positività all'uso di marijuana, concordata nel CBA del 2020 e giustificata dal sindacato da un allineamento delle regole ai cambiamenti della società.
E non sono mancate critiche anche dall'interno del sindacato stesso, con giocatori che hanno accusato la NFLPA di essere spesso troppo accomodante verso le richieste della lega e dei proprietari delle squadre: significativo il voto per l'approvazione del CBA del 2020 approvato col solo 51,5% dei voti favorevoli (1019 contro 959) dei giocatori attivi.